# Joe Davis (Dartspieler)
Joe Davis (* 20. März 1997 in Brighton) ist ein englischer Dartspieler.

## Karriere
Joe Davis spielte im Alter von 13 Jahren zum ersten Mal das British Classic. Ein Jahr später folgte bereits sein erster Auftritt auf der PDC Youth Tour. 2012 erreichte er dort erstmals ein Viertelfinale und nahm an der PDC World Youth Championship 2013 teil. Nach ein paar Jahren bei der British Darts Organisation spielte Davis 2017 erfolglos die PDC Qualifying School. Daraufhin gelang ihm über die UK Open Qualifiers 2017 die Qualifikation für die UK Open 2017. Dort gewann dem Engländer ein Sieg in seinem Auftaktspiel gegen Paul Harvey, schied jedoch in der zweiten Runde aus. Im weiteren Jahresverlauf konnte Davis sowohl auf der PDC Development Tour als auch auf der PDC Challenge Tour jeweils einmal ein Halbfinale erreichen. Auch 2018 spielte er die UK Open und erreichte einen Monat später sein Finale auf der Development Tour. 2019 gewann Davis die Malta Open und qualifizierte sich für das World Masters. Bei der PDC World Youth Championship 2020 erreichte Davis das Finale, wo er Bradley Brooks im Decider unterlag. Durch seine Finalteilnahme war Davis für den Grand Slam of Darts 2021 qualifiziert, jedoch konnte er aufgrund von Schmerzen im Arm keines seiner Vorrundenspiele gewinnen.

## Weltmeisterschaftsresultate

### PDC-Junioren
- 2013: 1. Runde (1:6-Niederlage gegen  Kurt Parry)
- 2017: 1. Runde (0:6-Niederlage gegen  Max Hopp)
- 2018: Gruppenphase (3:5-Niederlage gegen  Logan Crooks und 4:5-Niederlage gegen  Callan Rydz)
- 2019: Gruppenphase (5:0-Sieg gegen  Jurjen van der Velde und 1:5-Niederlage gegen  Max Hopp)
- 2020: Finale (5:6-Niederlage gegen  Bradley Brooks)